# コロニア県
コロニア県（コロニアけん、西: Departamento de Colonia）は、ウルグアイ南西部の国境に位置する県。県都はコロニア・デル・サクラメント。
ラプラタ川沿岸に位置しており、対岸にはアルゼンチンの首都であるブエノスアイレスがある。船で渡河することが出来るため、ウルグアイの玄関口としての役割を持っている。

## 経済
酪農が盛んであり、乳製品の製造が主な産業である。

## 隣接する県
- ソリアノ県
- フロレス県
- サン・ホセ県
- ブエノスアイレス特別区
- ブエノスアイレス州
- エントレ・リオス州

## 主な都市
| 都市                         | 人口（2011年） |
| ---------------------------- | -------------- |
| カルメロ                     | 18,041         |
| コロニア・デル・サクラメント | 29,231         |
| コロニア・バルデンセ         | 3,235          |
| フロレンシオ・サンチェス     | 3,716          |
| フアン・ラカセ               | 12,816         |
| ヌエバ・エルベシア           | 10,630         |
| ヌエバ・パルミラ             | 9,857          |
| オンブエス・デ・ラバジェ     | 3,390          |
| ロサリオ                     | 10,085         |
| タラリラス                   | 6,632          |